# Чульча
Чульча́ — река в Республике Алтай, правый приток реки Чулышман.
Река берёт начало из озера Итыкуль на западном склоне Шапшальского хребта и впадает в Чулышман в 47 км до его устья.
Протяжённость реки 72 км.
Бассейн реки Чульча занимает площадь в 2350 км² и целиком находится на территории Улаганского района Республики Алтай.
Долина Чульчи слабо изучена и мало посещаема людьми. Одним из сдерживающих факторов является то, что Чульча находится на территории Алтайского заповедника, имеющего категорию Ia — строгий природный резерват. Но основной причиной является затруднённая пешая проходимость долины Чульчи — русло реки проходит по горному району с твердыми породами, слабо поддающимися эрозионному действию воды, в результате чего долина Чульчи почти на всём протяжении представляет собой труднопроходимое V-образное или U-образное ущелье.

## Притоки
- Казактушкен — правый приток (расстояние от места впадения до устья Чульчи — 4 км)
- Сундрук — правый приток (16)
- Сургязи — правый приток (27)
- Кюнтюштук-су — левый приток (40)
- Анду-су — левый приток (46)
- Сайгоныш — правый приток (51)
- Яхан-Сору — левый приток (55)
- Самыш — левый приток (56)
- Карагем — левый приток (60)
- Поодай — правый приток (62)
- Тайсын — левый приток (69)

## Достопримечательности
Главной достопримечательностью Чульчи является каскадный водопад Учар высотой 160 м.
Для сплавщиков представляет интерес Большой Прорыв — 13-километровый каньон со средним падением 17,5 м/км.

### Известные персоны, посетившие эти места
Известный учёный-математик Немыцкий, Виктор Владимирович скоропостижно скончался в ночь с 6 на 7 августа 1967 года в верховьях реки на высоте 2200 метров над уровнем моря. Тело его было доставлено в Москву и похоронено на Введенском кладбище рядом с Н. К. Бари.